# Anne-Mary Gaudin de Lagrange
Pour les articles homonymes, voir Lagrange.
Anne-Mary Gaudin de Lagrange est une poétesse française née le 12 octobre 1902 à Marseille et morte le 25 juin 1943 à Sainte-Marie de La Réunion. 

## Biographie
Part son père, elle appartient à une famille de la noblesse provençale et part sa mère d'une famille écossaise. Encouragée par son oncle, Auguste de Villèle, et par le poète mauricien, Robert Edward Hart, elle décide de se consacrer à la poésie.
Elle est enterrée dans le cimetière des Jésuites, près de La Ressource.

## Œuvres
- Reflets d'Âme, Éditions Classiques Garnier, 1939 (réimpr. 2008) (OCLC 974787662)
- Poèmes pour l'Île Bourbon, Éditions Classiques Garnier, 1941 (réimpr. 2008) (OCLC 974790860)

## Distinctions
- Médaille de bronze du concours des Jeux floraux de Madagascar (1939)[4]
- Lauréate des Jeux floraux du Languedoc (1935, 1936 et 1937)
- Lauréate des Jeux floraux de Nice (1937)
- Médaille d'or du concours du Cercle littéraire de Port-Louis (1934) : Rêve Persan